# Ularan
Ularan is een bestuurslaag in het regentschap Buleleng van de provincie Bali, Indonesië. Ularan telt 1926 inwoners (volkstelling 2010).